# Leidinginspectie

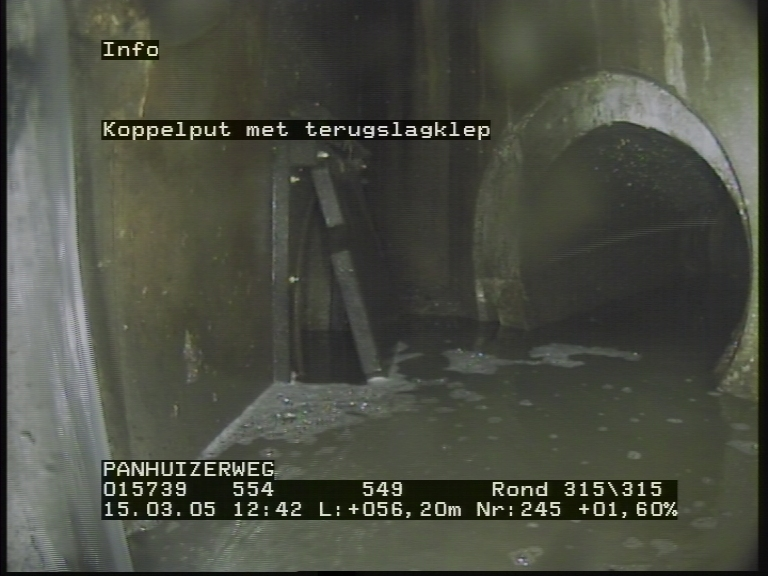
Een beeld vastgelegd met een videocamera tijdens een inspectie in een riool

Met de term leidinginspectie wordt verwezen naar verschillende onderzoekstechnieken die gebruikt worden om de actuele toestand van een riool of andere leiding vast te leggen.

## Riolering
Inspectie van de riolering kan plaatsvinden vanuit de rioolput, inspectieput of vanuit de buis. Bij inspectie vanuit de put wordt gebruikgemaakt van hulpmiddelen zoals een videocamera of fotocamera maar ook spiegels en lampen waarbij een mens de leiding bekijkt.
Bij inspectie vanuit de buis wordt gebruikgemaakt van een op afstand bestuurde videocamera op wielen, de videoschouw. Bij een inspectieput staat een voertuig met daarin de apparatuur die nodig is om de camera te besturen en de videobeelden op te nemen. De (gediplomeerde) inspecteur bekijkt alle waarnemingen en categoriseert die volgens de norm NEN-EN13508-2 NEN3399 in een digitaal bestand. De opdrachtgever ontvangt na afloop een gedetailleerd rapport met foto's van de belangrijkste waarnemingen samen met de videobeelden op externe HD of dvd. Tijdens deze inspectie kunnen er tevens diverse metingen worden uitgevoerd.
Andere hulpmiddelen zijn gekleurde vloeistoffen, rook, temperatuur en geluid. Deze methoden worden vooral gebruikt bij een gescheiden rioleringsstelsel en dient voor controle van (foutieve) huisaansluitingen. Wanneer men gebruikmaakt van rook doet men een rookmachine plaatsen in de put buiten een woning en laat men rook door de riolering en/of hemelwaterafvoerleiding lopen. Wanneer er rook door de verkeerde beginpunt/eindpunt loopt spreekt men van een foutieve huisaansluiting. Hetzelfde gebeurt wanneer men een gekleurde vloeistof gebruikt. Echter wordt er hier geen vloeistof vanuit de put de woning ingebracht, maar vanuit het beginpunt van de riolering of hemelwaterafvoer. Bij gebruikmaking van temperatuurmetingen wordt elke meter in het riool de temperatuur elke minuut gemeten. Als tijdens een droge periode temperaturen snel veranderen in het hemelwaterstelsel is er sprake van een foutaansluiting. Wanneer men een inspectie doet door middel van geluid, plaatst men een geluidsbron in zowel de put voor de riolering als voor de hemelwaterafvoer. Deze geluidsbronnen werken op verschillende frequenties en door middel van een recorder kan de inspecteur bij de beginpunt van elke aansluiting meten of de aansluiting correct of foutief is.
Foutieve huisaansluitingen zijn in feite wanneer men een pijpleiding wat op de riolering dient aangesloten te zijn op de hoofdleiding van de hemelwaterafvoer aangesloten heeft of andersom. Bijvoorbeeld de wc-afvoer op een regenpijp.
|  |  |  | kop van de inspectiecamera |